# Jack Findlay
Cyril John "Jack" Findlay (Mooroopna (Victoria) 5 februari 1935 - Mandelieu-la-Napoule, 19 mei 2007) was een Australisch motorcoureur.
Hij had een van de langste carrières in het Continental Circus, waar hij 20 jaar, voornamelijk als privérijder, actief was. Door zijn grote ervaring was hij in het rennerskwartier ook een vraagbaak, adviseur en belangenbehartiger voor de coureurs, geholpen door zijn toenmalige vriendin Nanou Lyonnard. Jack reed een groot deel van zijn carrière zelden in WK-races. Hij moest leven van zijn sport en al het geld ging in de aankoop van machines, brandstof en transport. Daarom koos hij voor goed betalende internationale races buiten het wereldkampioenschap wegrace om.
Zijn beste seizoen was dat van 1968, toen hij met een Matchless G50 achter Giacomo Agostini tweede werd in het wereldkampioenschap 500 cc.

## Carrière
| Renée Nanou Lyonnard (1928) had al een huwelijk van zes maanden en een huwelijk van twee jaar achter de rug toen ze besloot zich in Montmartre onder de Parijse kunstenaars te begeven. Daar maakte ze in een café kennis met Reg Dearden, Dave Chadwick, David Throw, Jacques Collot en Jacques Insermini. Ze was enige tijd de vriendin van Collot, maar kreeg later een relatie met Jacques Insermini, die bijna zeven jaar zou duren. In 1961 ontmoette ze Jack Findlay, toen die gewond was geraakt in Clermont-Ferrand en de arts een tolk nodig had (Nanou had twee jaar in de Verenigde Staten gewoond). Toen Jacques Insermini zijn racecarrière beëindigde besloot Nanou, die aan het leven in het rennerskwartier gewend was geraakt, daar te blijven. Toen ontstond haar relatie met Findlay. Al snel wierp ze zich op als ambassadeur voor de coureurs, die door organisatoren onderbetaald werden en als ze in de training geblesseerd raakten niet eens startgeld kregen. In 1971 werd ze voorzitter van de Grand Prix Riders Association (de voorloper van de International Road Racing Teams Association), die probeerde via de Fédération Internationale de Motocyclisme organisatoren te dwingen maatregelen m.b.t. de veiligheid, start- en prijzengelden te nemen. Bovendien moest ook in de rennerskwartieren het een en ander gebeuren. Vaak ontbraken daar toiletten en douches. Eind jaren zestig begonnen de opnamen van de film Continental Circus. Dat was een documentaire van Jérôme Laperrousaz die het leven op en rond de circuits beschreef, een film zonder acteurs, waarin Jack, Nanou en Giacomo Agostini min of meer de hoofdrollen speelden (als zichzelf), maar waarin ook andere rijders zichzelf speelden. Volgens Nanou werden ze een min of meer mythisch koppel, wat hun relatie geen goed deed. Ook het feit dat haar eigen rol als te belangrijk werd neergezet beviel haar niet. Het enige wat ze goed vond aan de film was de muziek van Gong. Nanou begon zich te realiseren dat ze zich meer verbonden voelde aan het rennerskwartier dan aan Jack. Toch bleef ze nog tot in 1976, toen ze 48 jaar was en besloot om meer tijd thuis door te brengen. Het bestuur van de TT van Assen en Champion Bougies besloten haar enkele afscheidscadeaus te geven tijdens een cocktailparty na afloop van de F 750 Classic in Assen. Nanou vertrok naar Nice waar ze in de buurt van Jacques Insermini, met wie ze altijd bevriend was gebleven, ging wonen. In 1981 kreeg ze problemen met haar ogen en in 1994 raakte ze volledig blind. Ze putte kracht uit het contact met vrienden uit het Continental Circus en ging zelfs weer reizen om hen op te zoeken. In 2013 werkte ze mee aan het boek "Jim Redman: Six Times World Motorcycle Champion - The Autobiography". |

Cyril Findlay begon al te racen toen hij vijftien jaar was, maar hij was twee jaar te jong. Daarom gebruikte hij de naam van zijn vader Jack, zodat hij diens rijbewijs kon gebruiken voor zijn inschrijving. Toen hij de school verliet werkte hij tot in 1957 als leerling accountant bij de Commonwealth Bank of Australia. Door geldgebrek kon hij niet de beste motorfietsen betalen en zijn resultaten vielen dan ook tegen. Hij trouwde in 1957 met Eileen Kneebone. Samen met Harry Hinton, die al een aantal jaren in Europa reed, en diens vrouw Fay reisde het echtpaar Findlay in 1958 per schip naar Engeland. Eileen had echter heimwee en vertrok in 1961 met hun zoon Gregory naar Melbourne.
Jack vond werk bij BSA in Birmingham en in het seizoen 1958 debuteerde hij met een 350 cc Norton Manx in het wereldkampioenschap wegrace met een twaalfde plaats in de 500 cc Grand Prix van Duitsland. Hij kon maar één machine betalen maar racete er ook in de 500 cc klasse mee omdat organisatoren voor het betaalde startgeld twee starts eisten.
In het seizoen 1959 startte hij voor het eerst in de Isle of Man TT met Nortons in de Junior TT en de Senior TT, maar in beide klassen viel hij uit. Ook in de 500 cc Ulster Grand Prix haalde hij de eindstreep niet. Vijf jaar lang reisde Jack Findlay langs de Europese circuits, maar de resultaten bleven middelmatig. Uiteindelijk wilde hij in 1963 teruggaan naar Australië, maar Lew Ellis, competition manager van Shell, bood hem eind 1962 financiële steun aan. Met dat geld kocht Findlay de Matchless G50 van de overleden Bob McIntyre.
Die motorfiets zorgde voor een omwenteling in de carrière van Jack Findlay, die minder belangrijke internationale races begon te winnen. Voor een privérijder was het in die tijd heel normaal om belangrijke WK-races te laten schieten, omdat de startgelden niet opwogen tegen de reiskosten. Findlay ging net als de meeste collega's naar die wedstrijden die veel opleverden en zo weinig mogelijk reiskilometers vereisten. Hij sloeg in de eerste jaren de Isle of Man TT en de Ulster Grand Prix vaak over als hij op het Europese vasteland had gereden. De reis naar de Britse eilanden was simpelweg te duur voor een man die reisde met een busje dat tevens als werkplaats en woonruimte diende.
In het seizoen 1963 scoorde hij zijn eerste podiumplaats in het wereldkampioenschap; hij werd tweede in de Grand Prix des Nations in Monza. Er volgden weer een aantal magere jaren, maar in 1966 eindigde hij in het 500 cc wereldkampioenschap als derde. Toch was het duidelijk dat de Matchless begon te verouderen. Findlay werd in de Grand Prix van Tsjecho-Slowakije derde, met een ronde achterstand op Mike Hailwood's Honda RC 181 en in Monza werd hij derde met liefst twee ronden achterstand op Giacomo Agostini met de MV Agusta 500 4C. Hij kreeg in dit seizoen ook  een fabrieksracer: het debuterende merk Bridgestone leverde hem een 50 cc tweecilinder waarmee hij in de TT van Assen achtste en in de Grand Prix van Japan zesde werd.
In het voorseizoen van 1968 trainde Jack Findlay tijdens de races in de Mototempora Romagnola met een 500 cc driecilinder Cardani. Dat was een project van Carlo Savaré en Daniele Fontana en het was het begin van de samenwerking met Fontana die later de Jada (Jack Findlay Daniele Fontana)-Suzuki op zou leveren. Agostini won alle (tien) 500 cc races, maar Findlay werd vijf keer tweede en een keer derde en eindigde op de tweede plaats in het kampioenschap.
In 1969 ging Jack Findlay, die inmiddels in Parijs woonde en een Franse racelicentie had, in zee met Lino Tonti. Die had op basis van twee Aermacchi Ala d'Oro 250-blokken een 500 cc tweecilinder gebouwd, de Linto. Niet alleen Findlay gebruikte de Linto: ook Alberto Pagani, Gyula Marsovszky, Steve Ellis, Keith Turner, Maurice Hawthorne en John Dodds hadden een dergelijke machine. De racers waren hopeloos onbetrouwbaar, maar door het ontbreken van concurrentie wist Marsovsky tweede in het WK te worden. Findlay kwam niet verder dan de dertiende plaats. Halverwege het seizoen verongelukte Bill Ivy, de fabrieksrijder van Jawa. Tijdens zijn eerste training met de Jawa 350 cc V4 ontdekte Findlay echter dat zijn achterband nat was door een koelwaterlekkage. Hij probeerde rustig naar de pit terug te rijden, maar viel ongelukkig en brak een sleutelbeen. Hij dreigde de snelle Jawa weer te verliezen aan Silvio Grassetti, die er in de race derde mee werd. Zestien dagen later, in de Grand Prix van Finland, reed Findlay de machine naar de zevende plaats. Toch bleef Grassetti aandringen op een contract met Jawa en uiteindelijk besloot de fabriek zowel Findlay als Grassetti en fabrieksrijder František Šťastný in de Grand Prix des Nations in te zetten.
In 1970 verhuisde Jack Findlay naar Milaan om zich weer bij Daniele Fontana te voegen. Het Cardani-project werd afgeblazen en samen besloten ze een Suzuki T 500 voor te bereiden voor races. Suzuki leverde nog geen race-onderdelen en de machine bleek nog veel kinderziekten te hebben. Tegen het einde van het seizoen werd ze voorzien van een Seeley-frame.
In 1971 werden de tweetaktmotoren al sterker, maar het waren bijna allemaal van toermotoren afgeleide motorblokken zoals de Suzuki T 500 en de Kawasaki H 1 500 Mach III die bijzonder veel benzine verbruikten en tankstops moesten maken om een race te voltooien. Ze waren geen partij voor de MV Agusta 500 3C van Giacomo Agostini. Die reisde vanwege de onlusten in Noord-Ierland niet naar de Ulster Grand Prix, ook al omdat hij zijn wereldtitel al lang had veiliggesteld. De eerste Grand Prix van 1971 die níet door Agostini gewonnen werd, werd gewonnen door Jack Findlay, die daardoor na veertien jaar zijn eerste WK-overwinning binnen haalde. Hij gebruikte daar de samen met Fontana ontwikkelde Jada-Suzuki voor.
In 1972 kregen Fontana en Findlay steun van de Italiaanse Suzuki-importeur S.A.I.A.D. Ze hadden nu de beschikking over een fabrieks-Suzuki TR 500 maar Findlay kreeg ook een Suzuki TR 750. Daar werd hij derde mee in de Formula 750 TT. De 500 cc Suzuki was snel, maar ook onbetrouwbaar en Findlay viel er vaak mee uit. In oktober, tijdens een raceweekend in Rungis gebeurde er een ernstig ongeval. Findlay's moeder waarschuwde Dave Simmonds dat er brand in Jack's caravan was. Simmonds probeerde de beginnende brand te blussen samen met zijn vrouw Julie en Billie Nelson. Door een ontploffende gasfles verloor Simmonds het leven. Julie Simmonds en Billie Nelson raakten licht gewond.
In 1973 kreeg Jack Findlay nog steeds steun van S.A.I.A.D. Hij won weliswaar niet zijn eerste race, maar misschien wel de - voor hemzelf - belangrijkste. Findlay was sinds zijn debuut in 1959 al negentien keer uitgevallen in de Isle of Man TT, maar nu won hij de belangrijkste race van de TT, de Senior TT. Weliswaar bij afwezigheid van Agostini, die de TT van Man boycotte vanwege het gevaarlijke circuit. Het was een bijzonder moment: sinds Tim Wood in 1913 de TT met een Scott had gewonnen, was het de eerste keer dat een tweetaktmotor won. In de rest van het seizoen ging de Suzuki weer vaak stuk, zodat Jack Findlay niet verder kwam dan de vijfde plaats in het kampioenschap. Findlay werd ook actief in de net opgerichte Formule 750. Hij eindigde in dit kampioenschap als derde.
In 1974 maakte Jack Findlay samen met Barry Sheene en Paul Smart deel uit van het fabrieksteam van Suzuki, dat voor het eerst de viercilinder RG 500 inzette. De machine was geen partij voor de Yamaha YZR 500, die veel lichter was, maar Findlay eindigde als beste Suzuki-coureur het seizoen op de vijfde plaats. In de Formule 750 werd hij derde.
Zonder een enkele manche te winnen werd Jack Findlay in 1975 wereldkampioen Formule 750, als privérijder op een Yamaha TZ 700. Hij raakte, waarschijnlijk vanwege zijn leeftijd, zijn plaats in het fabrieksteam van Suzuki weer kwijt en kocht drie Yamaha's.
In 1976 reed Jack op privébasis weer met de Suzuki RG 500, maar de machine was niet betrouwbaar en hij viel vaak uit. In 1977 won hij zijn derde WK-race, de 500 cc Grand Prix van Oostenrijk. Een overwinning zonder glans, want deze race werd door de meeste rijders geboycot na het dodelijke ongeluk van Hans Stadelmann en de chaotische verzorging van de andere gewonde coureurs in de 350 cc race. Na de Formule 750 Classic in TT Circuit Assen nam het Continental Circus afscheid van Jack's vriendin Nanou. Alle coureurs kenden haar; ze was twintig jaar in het rennerskwartier aanwezig geweest om thee te zetten, barbecues te organiseren en had heel wat coureurs verpleegd als ze gewond waren geraakt. Toen de coureurs begin jaren zeventig begonnen te rebelleren tegen de macht van de organisatoren, die veiligheid niet serieus namen en te lage startgelden betaalden, werd Nanou voorzitter van hun belangenorganisatie, de Grand Prix Riders Association. Nanou had besloten meer tijd thuis door te brengen.
In 1978 reed Jack een vrijwel verloren seizoen en voor het eerst sinds 1960 scoorde hij geen enkel punt in de 500 cc klasse. Na de Grand Prix van Duitsland beëindigde hij zijn carrière. Na de dood van Daniele Fontana besloot hij te verhuizen naar Parijs.
Hij werkte voor Michelin, waar hij meewerkte aan de ontwikkeling van radiaalbanden. Na een tweede ongeluk in Spanje in 1987 kon hij niet meer motorrijden. De FIM trok hem in 1992 aan als technisch directeur voor de Grands Prix, maar in 2001 moest hij deze functie wegens gezondheidsredenen opgeven.
Begin jaren negentig leerde hij Dominique Monneret kennen. Zij was de weduwe van coureur Georges Monneret en had een succesvolle boetiek in Parijs. Ze trouwden in 1994 en via Monique kreeg hij een nieuwe hobby: tennis.
In 2006 werd een bronzen beeld van Jack Findlay (door Philip Mune) onthuld in Mooroopna, in een park dat "Jack Findlay Reserve" werd gedoopt. Jack was toen al te ziek om de reis naar Australië te maken. Hij overleed in zijn huis in Mandelieu-la-Napoule op 19 mei 2007 aan een longemfyseem. Hij is begraven in Parijs en werd overleefd door zijn vrouw Dominique, zijn broer Robert, zijn zuster Joan en zijn zoon Gregory.

## Wereldkampioenschap wegrace resultaten
(Races in vet zijn pole-positions; races in cursief geven de snelste ronde aan)
| Jaar | Klasse | Team        | Motorfiets                         | 1        | 2          | 3          | 4          | 5       | 6       | 7       | 8       | 9       | 10      | 11      | 12      | 13     | Punten | Plaats | Overwinningen |
| ---- | ------ | ----------- | ---------------------------------- | -------- | ---------- | ---------- | ---------- | ------- | ------- | ------- | ------- | ------- | ------- | ------- | ------- | ------ | ------ | ------ | ------------- |
| 1958 | 500 cc | Privé       | Norton 30M Manx                    | IOM -    | NED -      | BEL -      | DUI 12     | ZWE -   | ULS -   | NAT -   |         |         |         |         |         |        | 0      | -      | 0             |
| 1959 | 350 cc | Privé       | Norton 40M Manx                    | FRA -    | IOM DNF    | DUI -      |            |         | ZWE -   | ULS -   | NAT -   |         |         |         |         |        | 0      | -      | 0             |
| 1959 | 500 cc | Privé       | Norton 30M Manx                    | FRA -    | IOM DNF    | DUI -      | NED -      | BEL -   |         | ULS DNF | NAT -   |         |         |         |         |        | 0      | -      | 0             |
| 1960 | 350 cc | Privé       | Norton 40M Manx                    | FRA -    | IOM -      | NED 16     |            |         | ULS -   | NAT -   |         |         |         |         |         |        | 0      | -      | 0             |
| 1960 | 500 cc | Privé       | Norton 30M Manx                    | FRA -    | IOM -      | NED 11     | BEL DNF    | DUI 12  | ULS 13  | NAT 8   |         |         |         |         |         |        | 0      | -      | 0             |
| 1961 | 350 cc | Privé       | Norton 40M Manx                    |          | DUI 8      |            | IOM -      | NED -   |         | DDR 7   | ULS -   | NAT -   | ZWE -   |         |         |        | 0      | -      | 0             |
| 1961 | 500 cc | Privé       | Norton 30M Manx                    |          | DUI -      | FRA -      | IOM -      | NED -   | BEL 8   | DDR 5   | ULS 8   | NAT 6   | ZWE -   | ARG -   |         |        | 3      | 20e    | 0             |
| 1962 | 350 cc | Privé       | Norton 40M Manx                    |          |            | IOM DNF    | NED -      |         |         | ULS -   | DDR -   | NAT -   | FIN -   |         |         |        | 0      | -      | 0             |
| 1962 | 500 cc | Privé       | Norton 30M Manx                    |          |            | IOM DNF    | NED 12     | BEL 5   |         | ULS DNF | DDR -   | NAT DNF | FIN -   | ARG -   |         |        | 2      | 21e    | 0             |
| 1963 | 250 cc | Privé       | FB Mondial                         | SPA -    | DUI -      | FRA afgel. |            | NED -   | BEL -   | ULS 5   | DDR -   |         | NAT 8   | ARG -   | JAP -   |        | 2      | 18e    | 0             |
| 1963 | 250 cc | Privé       | DMW                                |          |            |            | IOM DNF    |         |         |         |         |         |         |         |         |        | 2      | 18e    | 0             |
| 1963 | 500 cc | Privé       | Matchless G50                      |          |            |            | IOM DNF    | NED -   | BEL -   | ULS -   | DDR 5   | FIN -   | NAT 2   | ARG -   |         |        | 8      | 8e     | 0             |
| 1964 | 250 cc | Privé       | DMW                                | USA -    | SPA -      | FRA -      | IOM DNF    | NED -   | BEL -   | DUI -   | DDR -   | ULS -   |         | NAT -   | JAP -   |        | 0      | -      | 0             |
| 1964 | 350 cc | Privé       | AJS                                |          |            |            | IOM DNF    | NED -   |         | DUI -   | DDR -   | ULS -   | FIN -   | NAT 8   | JAP -   |        | 0      | -      | 0             |
| 1964 | 500 cc | Privé       | Matchless G50                      | USA -    |            |            | IOM 13     | NED -   | BEL 5   | DUI -   | DDR -   | ULS -   | FIN -   | NAT 5   |         |        | 4      | 15e    | 0             |
| 1965 | 250 cc | Privé       | DMW                                | USA -    | DUI -      | SPA -      | FRA -      | IOM 10  | NED -   | BEL -   | DDR -   | TSJ -   | ULS -   | FIN -   | NAT -   | JAP -  | 0      | -      | 0             |
| 1965 | 350 cc | Privé       | AJS                                |          | DUI -      |            |            | IOM DNF | NED -   |         | DDR -   | TSJ -   | ULS -   | FIN -   | NAT -   | JAP -  | 0      | -      | 0             |
| 1965 | 500 cc | Privé       | Matchless G50                      | USA -    | DUI 4      |            |            | IOM 10  | NED 11  | BEL DNF | DDR 11  | TSJ 9   | ULS 4   | FIN 5   | NAT 8   |        | 8      | 7e     | 0             |
| 1966 | 50 cc  | Bridgestone | 50 EJR                             | SPA -    | DUI -      |            | NED 8      |         |         |         |         |         | IOM DNF | NAT -   | JAP 6   |        | 1      | 13e    | 0             |
| 1966 | 125 cc | Privé       | Bultaco TSS 125                    | SPA -DNF | DUI -      |            | NED -      |         | DDR -   | TSJ -   | FIN -   | ULS -   | IOM DNF | NAT -   | JAP -   |        | 0      | -      | 0             |
| 1966 | 250 cc | Privé       | Bultaco TSS 250                    | SPA 4    | DUI -      | FRA -      | NED -      | BEL -   | DDR -   | TSJ -   | FIN 4   | ULS -   | IOM 5   | NAT 4   | JAP 4   |        | 14     | 7e     | 0             |
| 1966 | 500 cc | Privé       | Matchless G50                      |          | DUI 11     |            | NED 6      | BEL DNF | DDR 2   | TSJ 4   | FIN 3   | ULS 4   | IOM 8   | NAT 3   |         |        | 20     | 3e     | 0             |
| 1967 | 250 cc | Privé       | Bultaco TSS 250                    | SPA -    | DUI 4      | FRA -      | IOM -      | NED -   | BEL -   | DDR -   | TSJ -   | FIN -   | ULS -   | NAT -   | CAN -   | JAP 8  | 3      | 14e    | 0             |
| 1967 | 500 cc | Privé       | Matchless G50                      |          | DUI 3      |            | IOM -      | NED -   | BEL 4   | DDR 3   | TSJ -   | FIN -   | ULS 3   | NAT 9   | CAN -   |        | 15     | 5e     | 0             |
| 1968 | 250 cc | Privé       | Bultaco TSS 250                    | DUI 5    | SPA -      | IOM DNF    | NED 10     | BEL -   | DDR 6   | TSJ -   | FIN -   | ULS -   | NAT 5   |         |         |        | 5      | 11e    | 0             |
| 1968 | 350 cc | Privé       | Aermacchi Ala d'Oro 350            | DUI -    |            | IOM 6      | NED -      |         | DDR -   | TSJ -   |         | ULS -   | NAT -   |         |         |        | 1      | 18e    | 0             |
| 1968 | 500 cc | Privé       | Matchless G50                      | DUI DNF  | SPA 2      | IOM DNF    | NED 2      | BEL 2   | DDR 3   | TSJ 2   | FIN 2   | ULS 5   | NAT DNF |         |         |        | 34     | 2e     | 0             |
| 1969 | 250 cc | Privé       | Yamaha TD 2                        | SPA 5    | DUI -      | FRA -      | IOM DNF    | NED 10  | BEL -   | DDR 6   | TSJ -   | FIN -   | ULS -   | NAT 5   | ADR -   |        | 5      | 11e    | 0             |
| 1969 | 350 cc | Privé       | Aermacchi Ala d'Oro 350            | SPA 5    | DUI 4      |            | IOM 3      | NED 5   |         | DDR -   |         |         |         |         |         |        | 34     | 6e     | 0             |
| 1969 | 350 cc | Jawa        | 350 V4                             |          |            |            |            |         |         |         | TSJ -   | FIN 7   | ULS -   | NAT DNF | ADR -   |        | 34     | 6e     | 0             |
| 1969 | 500 cc | Linto       | Linto 500/ Aermacchi Ala d'Oro 382 | SPA DNF  | DUI 3      | FRA DNF    | IOM DNF    | NED 5   | BEL DNF | DDR DNF | TSJ -   | FIN DNF | ULS -   | NAT DNF | ADR DNF |        | 16     | 13e    | 0             |
| 1970 | 250 cc | Privé       | Yamaha TD 2                        | DUI -    | FRA -      | ADR -      | IOM 14     | NED -   | BEL -   | DDR -   | TSJ -   | FIN -   | ULS -   | NAT -   | SPA -   |        | 0      | -      | 0             |
| 1970 | 350 cc | Privé       | Yamaha TR 2                        | DUI -    |            | ADR -      | IOM DNF    | NED -   |         | DDR 6   | TSJ 7   | FIN -   | ULS -   | NAT -   | SPA -   |        | 9      | 20e    | 0             |
| 1970 | 500 cc | Privé       | Suzuki T 500/ Seeley-Suzuki T 500  | DUI -DNF | FRA DNF    | ADR 4      | IOM 4      | NED DNF | BEL DNF | DDR 12  |         | FIN DNF | ULS 4   | NAT DNF | SPA DNF |        | 24     | 8e     | 0             |
| 1971 | 250 cc | Privé       | Dugdale Yamaha TD 3                | OOS -    | DUI -      | IOM 13     | NED -      | BEL -   | DDR -   | TSJ -   | ZWE -   | FIN -   | ULS -   | NAT -   | SPA -   |        | 0      | -      | 0             |
| 1971 | 350 cc | Privé       | Dugdale Yamaha TR 2 B              | OOS -    | DUI -      | IOM DNF    | NED -      |         | DDR -   | TSJ -   | ZWE -   | FIN -   | ULS -   | NAT -   | SPA 6   |        | 5      | 32e    | 0             |
| 1971 | 500 cc | Privé       | Jada-Suzuki T 500                  | OOS 4    | DUI DNF    | IOM DNF    | NED -      | BEL 3   | DDR -   |         | ZWE 10  | FIN 5   | ULS 1   | NAT 5   | SPA 6   |        | 50     | 5e     | 1             |
| 1972 | 350 cc | Privé       | Yamaha TR 3                        | DUI -    | FRA -      | OOS -      | NAT -      | IOM 4   | JOE -   | NED 7   |         | DDR -   | TSJ -   | ZWE 6   | FIN -   | SPA -  | 17     | 10e    | 0             |
| 1972 | 500 cc | Privé       | Jada-Suzuki TR 500                 | DUI 7    | FRA DNF    | OOS -      | NAT DNF    | IOM DNF | JOE DNF | NED 6   | BEL DNF | DDR -   | TSJ 2   | ZWE DNF | FIN DNF | SPA 3  | 31     | 9e     | 0             |
| 1973 | 500 cc | Privé       | Jada-Suzuki TR 500                 | FRA 10   | OOS DNF    | DUI DNF    | NAT afgel. | IOM 1   | JOE DNF | NED 5   | BEL 3   | TSJ 5   | ZWE DNF | FIN DNF | SPA DNF |        | 38     | 5e     | 1             |
| 1974 | 500 cc | Suzuki      | RG 500                             | FRA 12   | DUI -      | OOS 4      | NAT 4      | IOM DNF | NED DNF | BEL 5   | ZWE DNF | FIN 4   | TSJ 7   |         |         |        | 34     | 5e     | 0             |
| 1975 | 350 cc | Privé       | Yamaha TZ 350                      | FRA -    | SPA -      | OOS DNF    | DUI -      | NAT 11  | IOM -   | NED -   |         |         | FIN 12  | TSJ -   | JOE -   |        | 0      | -      | 0             |
| 1975 | 500 cc | Privé       | Yamaha TZ 350                      | FRA DNF  |            | OOS DNF    | DUI 10     | NAT DNF | IOM -   | NED DNF | BEL 3   | ZWE 9   | FIN 3   | TSJ DNF |         |        | 23     | 10e    | 0             |
| 1976 | 350 cc | Privé       | Yamaha TZ 350                      | FRA -    | OOS 17     | NAT -      | JOE -      | IOM 8   | NED -   |         |         | FIN -   | TSJ -   | DUI -   | SPA -   |        | 3      | 32e    | 0             |
| 1976 | 500 cc | Privé       | Suzuki RG 500                      | FRA DNF  | OOS 8      | NAT DNF    |            | IOM DNF | NED 5   | BEL DNF | ZWE 2   | FIN 7   | TSJ DNF | DUI DNF |         |        | 25     | 8e     | 0             |
| 1977 | 350 cc | Privé       | Yamaha TZ 350                      | VEN -    | OOS afgel. | DUI -      | NAT NQ     | SPA -   | FRA -   | JOE -   | NED NQ  |         | ZWE DNF | FIN -   | TSJ 16  | GB -   | 0      | -      | 0             |
| 1977 | 500 cc | Privé       | Bakker-Suzuki RG 500               | VEN -    | OOS 1      | DUI 13     | NAT DNF    |         | FRA NQ  |         | NED NQ  | BEL 9   | ZWE 14  | FIN DNF | TSJ DNF | GB DNF | 17     | 16e    | 0             |
| 1978 | 500 cc | Privé       | Suzuki RG 500                      | VEN -    | SPA -      | OOS NQ     | FRA DNF    | NAT DNF | NED DNF | BEL 15  | ZWE -   | FIN -   | GB DNF  | DUI 18  |         |        | 0      | -      | 0             |